# ابوالبرکات انباری
ابوالبرکات عبدالرحمن انباری (ژوئیه ۱۱۱۹-۱۷ دسامبر ۱۱۸۱م) (عبدالرحمن بن محمد بن عبیدالله) زبان‌شناس و ادیب عربی عراقی پُراثر در سدهٔ ششم هجری بود.

## زندگی
نخست نزد پدرش در انبار درس آموخت، سپس به بغداد کوچید و در مدرسه نظامیه تحصیل کرد. علم لغت را از جوالیقی و فقه را از سعید بن رزّاز گرفت. با ابن شجری هم‌سخن شد و نحو از او آموخت. استادیار نظامیه گشت و فقه و نحو را آموزش می‌داد. 
در پایان عمرش، عزلت‌گزین شد و جز به علم و عبادت نمی‌پرداخت. تا اینکه در ۹ شعبان ۵۷۷ق/۱۷ دسامبر ۱۱۸۱م درگذشت. 

## آثار
آثار بسیاری در علم لغت، نحو، فقه نگاشت، از جمله:
- أسرار العربیة
- مشکل القرآن : درباره اینکه که چگونه اِعراب‌ها، معنیِ آیات را دگرگون می‌کند.
- نُزهة الالبّاء فی طبقات الأدباء
- الإنصاف فی مسائل الخلاف بین النحویین البصریین و الکوفیین
- الإغراب فی جَدَل الإعراب
- میزان العربیة
- حِلیة العربیة
- مسأله دخول الشرط علی الشرط
- منثور الفوائد
- تصّرفات «لو»
- الأضداد
- النوادر
- اللُّباب
- المختصر
- عقود الإعراب
- دیوان اللغة